# Jazz U.S.A.
Jazz U.S.A. è il primo album discografico, come solista, del sassofonista jazz statunitense Sonny Criss, pubblicato dall'etichetta discografica Imperial Records nel 1956.

## Tracce
Lato A
1. Willow Weep for Me – 3:48 (Ann Ronnel) – Registrato il 26 gennaio 1956 a Los Angeles, California
2. These Foolish Things – 6:00 (Holt Marvell, Jack Strachey (Eric Maschwitz)) – Registrato il 24 febbraio 1956 a Los Angeles, California
3. Blue Friday – 2:42 (Sonny Criss) – Registrato il 24 febbraio 1956 a Los Angeles, California
4. Sunday – 3:51 (Ned Miller, Jule Styne, Benny Krueger, Chester Conn) – Registrato il 23 marzo 1956 a Los Angeles, California
5. More Than You Know – 3:08 (Alfred Henry Ackley, Robert H. Coleman) – Registrato il 23 marzo 1956 a Los Angeles, California
6. Easy Living – 2:22 (Ralph Rainger, Leo Robin) – Registrato il 26 gennaio 1956 a Los Angeles, California

Lato B
1. Alabamy Bound – 3:10 (Ray Henderson, Buddy DeSylva, Bud Green) – Registrato il 26 gennaio 1956 a Los Angeles, California
2. Something's Gotta Give – 4:28 (Johnny Mercer) – Registrato il 24 febbraio 1956 a Los Angeles, California
3. West Coast Blues – 5:00 (Sonny Criss) – Registrato il 24 febbraio 1956 a Los Angeles, California
4. Criss-Cross – 3:42 (Barney Kessel) – Registrato il 26 gennaio 1956 a Los Angeles, California
5. Ham's Blues – 2:32 (Sonny Criss) – Registrato il 23 marzo 1956 a Los Angeles, California
6. Sweet Georgia Brown – 2:52 (Kenneth Casey, Ben Bernie, Maceo Pinkard) – Registrato il 23 marzo 1956 a Los Angeles, California

## Musicisti
- Sonny Criss - sassofono alto
- Kenny Drew - pianoforte
- Barney Kessel - chitarra
- Bill Woodson - contrabbasso
- Chuck Thompson - batteria[3]